# HEPCO
HEPCO (Heavy Equipment Production Company) est une société iranienne qui fabrique des engins de chantier, du machinisme agricole, du matériel ferroviaire, des camions et des équipements des industries pétrolière, gazière, énergétique, métallurgique et minière d’Arak. HEPCO est le plus gros fabricant d’engin de chantier du Moyen-Orient. Cette entreprise emploie 1 500 personnes et sa capacité de production annuelle est de 4 800 unités.